# Мартін Фробішер
Мартін Фро́бішер (англ. Martin Frobisher; 1535 або 1539, Олтофтс, Йоркшир — 22 листопада 1594, Плімут) — англійський мореплавець і пірат, який здійснив три експедиції до берегів Північної Америки, дослідник північно-західної частини Атлантичного океану.
У 1576—1578 роках, під час пошуків північно-західного шляху в Китай і Індію, відкрив південне і південно-східне узбережжя Баффінової Землі (півострів Мета-Інкогніта), проник у протоки, які відокремлюють її від материка й Гренландії (майбутні Гудзонова та Дейвісова протоки), відкрив «протоку» (яка виявилася затокою), названа пізніше його ім'ям, а також острів Бусс (згодом виявився островом-примарою).
Після прибуття в Англію в «золотій» руді дорогоцінного металу виявлено не було. До і після арктичних плавань командував піратськими кораблями.
У 1588 році взяв діяльну участь у боротьбі з «Іспанською Армадою», за що був посвячений у лицарі.
Його ім'ям був названий важкий крейсер типу «Hawkins».

## Молодість
Мартін народився біля Вейкфілда (Йоркшир) між 1535 і 1539 роками. Був одним із п'яти дітей Бернарда й Маргарети Фробішер з Елтофтса (приход Нормантон, Йоркшир). Його мати походила з родини відомого лондонського купця і судновласника сера Джона Йорка. По лінії батька рід Фробішерів сходив до Джона Фробішера (народився близько 1255 року) з Шотландії, який хоробро воював за короля Едуарда I під час воєн в Уельсі. У 1542 році батько помер, і малолітнього Мартіна відправлено вчитися до Лондона, де ним опікувався брат матері сер Джон Йорк, який помітив у племінникові «сильний характер, відчайдушно зухвалу хоробрість і від природи дуже міцне тіло». Мартін у свої 14 років подорожував на торговельних суднах.
Рано пов'язавши своє життя з морем, Мартін Фробішер у 1553 році здійснив плавання до берегів Гвінеї у складі піратсько-работоргової експедиції Томаса Віндхема, яку фінансував Йорк. Під час другого плавання в Західну Африку у 1554 році один з африканських вождів зажадав від англійців залишити йому заручника. Мартін добровільно взяв на себе цю роль. Незабаром він потрапив у руки португальців, які кинули його до в'язниці. Яким чином він визволився — невідомо, але вже близько 1559 року він опинився на борту корабля, який прямував у Північну Африку.
Повернувшись додому, Фробішер одружився з Ісабель, вдовою Томаса Рікарда з Снейта, а потім зв'язався з відомими піратськими кланами Гокінса і Кіллігрю. Є відомості, що між 1559 і 1562 роками він разом з піратом Стренгвейсом знову побував у Гвінеї.
Повернувшись у Йоркшир, Фробішер влаштувався капітаном на один з трьох каперів, споряджених для дій проти французів-католиків. Двома іншими кораблями командували Пітер Кіллігрю і брат Мартіна — Джон Фробішер. У травні 1563 року вони привели в гавань Плімута п'ять захоплених французьких судів. Роком пізніше Фробишер разом із Томасом Кобхемі захопив у Ла-Манші корабель «Кетрін», який віз до Іспанії гобелени для короля Філіпа II. Ця подія спричинила скандал — Фробішера посадили у в'язницю, але незабаром випустили на свободу.
У 1565 році він крейсував у британських водах на кораблі «Mary Flower», однак про результативність його операцій мало що відомо. Вважають, що він захопив кілька купецьких суден, зокрема два фламандських. Його знову заарештували, але в жовтні 1566 р. через нестачу доказів відпустили. Роздобувши у очільників французьких гугенотів, принца Конде і кардинала де Шатійона, каперські грамоти, Фробішер протягом кількох років полював за суднами французьких католиків; разом з ним плавали п'ять інших піратських кораблів.
У 1569 році він дістав каперське свідоцтво, підписане принцом Вільгельмом Оранським, і з двома кораблями почав вистежувати іспанські торгові судна. Серед його призів виявилися і два торгових судна. Фробішера, запідозреного в піратстві, в серпні 1569 р. знову взяли під варту. Він майже рік провів у лондонській в'язниці; звільнено його за клопотанням леді Елізабет Клінтон, дружини лорда-адмірала Англії.
Вступивши на королівську службу, Фробішер 1571—1572 роках відбував патрульну службу біля берегів Ірландії, де захопив одне німецьке та кілька французьких суден. Ще один французький корабель він захопив у січні 1573 року. Спритний авантюрист, Фробішер між 1572 і 1575 роками брав участь у різних змовах в Англії та Ірландії і, можливо, доклав руку до їх розкриття. Зокрема, є відомості, що в 1572 році він був учасником змови щодо звільнення Джеральда Фітцджеральда, 15-го графа Десмонда, але план цей провалився.
У 1573 році іспанський король Філіп II зондував ґрунт з приводу прийому бравого корсара на іспанську службу, проте подробиці цієї справи приховані завісою таємниці.

## У пошуках Північно-Західного проходу
Ще на початку 1560-х років Фробішер зацікавився існуванням Північно-Західного проходу з Атлантики в Тихий океан з метою досягнення Китаю та Індії. Після обговорень цього проєкту з сером Гілбертом Гемфрі, Річардом Гаклюйтом і Джоном Ді він зробив ряд невдалих спроб заручитися підтримкою багатьох судновласників, поки, нарешті, не захопив своїм проєктом Емброуза Дадлі, графа Воріка, наближеного королеви Єлизавети I. Ворік представив його проєкт членам Таємної ради, які в грудні 1574 р. рекомендували купцям Московської компанії видати йому ліцензію на право пошуку Північно-Західного проходу. Коли компанія відмовилася підтримати Фробішера, Таємна рада наказала їй або організувати свою пошукову експедицію, або видати ліцензію тому, хто може це зробити.
Тим часом Майкл Лок, директор Московської компанії, перейнявся ідеєю Фробішера і, врешті-решт, переконав членів компанії підтримати вищезгаданий проєкт. 18 купців виділили 875 фунтів стерлінгів, сам Лок розщедрився більш ніж на 700 фунтів стерлінгів. Був побудований 20-тонний барк «Gabriel», куплені барк «Michael» (кожен водотоннажністю близько 20-25 тонн) і один пінас (водотоннажністю близько 10 тонн). Екіпаж експедиції налічував всього 35 моряків. Доктор Джон Дін, відомий астролог і математик, побував на судах Фробішера і проінструктував його людей щодо нових досягнень у галузі астрономії та навігації.
7 червня 1576 р. експедиція відплила з Реткліффа. Крістофер Гол був шкіпером на «Gabriel», Оуен Гріффін — шкіпером на «Michael». Коли судна проходили Гринвіч, королева помахала їм ручкою і побажала щасливої дороги.
26 червня експедиція досягла Шетландських островів, звідки пішла через Атлантику на захід. 11 липня англійці побачили під 61º пн.ш. узбережжя Гренландії. Сніг і туман перешкодили висадці на берег. Незабаром під час сильного шторму загинув пінас, пропав «Michael» (його переляканий капітан наказав повертатися до Англії), проте Фробішер на пошарпаному «Gabriel» з командою з 23 моряків продовжував пошуки Північно-Західного проходу. Рухаючись від Гренландії на захід-північний захід, англійці 28 липня побачили незнайомий берег (мабуть, острів Резолюшн), а 18 серпня — Баффінову Землю. Через два дні на 63º пн.ш. вони висадилися на острівець Локс-Ленд, потім вплили у вузьку затоку, яку Фробішер прийняв за довгоочікувану протоку — і назвав її своїм ім'ям (нині це затока Фробішер на Баффіновій Землі).
У затоці учасники експедиції виявили тубільців, «схожих на татар, з довгим чорним волоссям, широкими обличчями та пласкими носами, одягнених в тюленячі шкури…» Це були американські ескімоси, яких Фробішер визнав за азіатів. На борт судна були доставлені зразки чорного каменю з жовтими вкрапленнями; англійці вирішили, що це — золото. Наприкінці серпня, прихопивши з собою одного ескімоса, команда «Gabriel» пустилася в зворотний шлях і 9 жовтня прибула до Лондона. Звіт про експедицію було складено Крістофером Голом. Зразки «золотої руди» Фробішер передав Майклу Локу, який попросив фахівців вивчити їх; три дослідники вирішили, що це — марказит (променистий колчедан), а четвертий, італієць Анджело, заявив, що зміг отримати з руди три крупинки золота.
У березня 1577 року організовано «Катайскую компанію», яка отримала королівську хартію. Лок став її керівником. Єлизавета I внесла найбільший пай (одну тисячу фунтів стерлінгів) і спорядила за казенний рахунок корабель «Ayde» (водотоннажністю 200 тонн); крім того, Фробішер отримав для другої експедиції два барки («Gabriel» і «Michael») і один або кілька пінасів; чисельність команд і пасажирів доходила до 120—150 моряків. Призначений «головним адміралом усіх морів, озер, земель і островів, країн і місць щойно відкритих», Мартін Фробішер 31 травня 1577 року покинув Гарвіч. Його першим помічником був Джордж Бест; корсар Едвард Фентон командував «Gabriel», а Гілберт Йорк — «Michael».
Обійшовши Шотландію, експедиція 4 липня досягла Гренландії, але скупчення льоду перешкодили їм висадитися на берег. 17 липня кораблі підійшли до острова Холл на вході в затоку Фробішер. Оголосивши нововідкриту країну володінням британської корони, англійці зайнялися пошуками золотої руди, при цьому періодично вступали в сутички з ескімосами і багатьох з них убили. Нарешті, завантаживши на борт «Ayde» близько 200 тонн «дорогоцінного» вантажу і захопивши трьох ескімосів (чоловіка і жінку з дитиною), Фробішер 23 серпня звелів повертатися до Англії.
23 вересня «Ейд» прибув до порту Мілфорд Гевен в Уельсі («Gabriel» і «Michael» прийшли пізніше — один у Бристоль, інший в Грейт-Ярмут). Єлизавета прийняла Фробішера у Віндзорі. Науковці-алхіміки досліджували видобуту експедицією руду і заявили, що в ній дійсно міститься золото, хоча і вкрай мало.
31 травня 1578 р. третя експедиція у складі 15 суден під керівництвом Фробішера вийшла в море з Гарвіча. Експедиція мала заснувати поселення у нововідкритій країні та завантажити на борт кораблів 2000 тонн «золотої руди». 20 червня флотилія досягла прибережних вод Гренландії, де зустріла незліченні стада китів. 2 липня, наблизившись до затоки Фробішер, англійці знайшли її забитою кригою. Під час сніжної бурі 100-тонний барк «Денніс» зіткнувся з айсбергом і затонув (команду вдалося врятувати); ще один корабель дезертирував, взявши курс на Англію. Решта суден були розсіяні та відкинуті на південь, у східну частину Гудзонової протоки. Повернувшись в затоку свого імені, Фробішер відмовився від заснування колонії, спішно відремонтував 13 суден, завантажив на їхній борт 1300 тонн «золотої руди» і в кінці серпня вирушив у зворотний шлях. До Англії він повернувся на початку жовтня.
Тут після ретельного дослідження привезених експедицією каменів встановили, що в них немає ані крихти золота. Хоча Фробішер так і не відкрив Північно-Західний прохід, а знайдена ним «золота руда» виявилася марказітом, до заслуг мореплавця слід віднести вивчення природи айсбергів; було відзначено, що при таненні айсберги дають прісну воду. Звідси випливав висновок, що вони народжуються на суші, а потім сповзають у море.
Відмовившись від північних підприємств, Мартін Фробішер восени 1578 р. взяв участь у придушенні антибританського повстання в Ірландії. У 1580 році він командував кораблем «Форсайт», який крейсував біля берегів Манстера (Ірландія) під час придушення повстання Десмонда, і брав участь у захопленні Смервіка.
Два роки по тому Фробішер розробив проєкт експедиції в Китай навколо мису Доброї Надії, однак задум не був реалізовано. У вересні 1585 р. Фробішер відплив з Плімута на судні «Примроз» у складі корсарської флотилії Френсіса Дрейка. Флотилія нараховувала 21 судно, і Фробішера призначено віце-адміралом. Пограбувавши порт Віго в Іспанії, англійці відвідали Канарські острови, потім острови Зеленого Мису, де в листопаді розорили місто Сантьяго, і, здійснивши трансатлантичний перехід, прибули до Вест-Індії.
У грудні 1585 р. Дрейк вирішив захопити столицю Еспаньйоли — місто Санто-Домінго. Частина кораблів флотилії під командуванням Фробішера підпливла до берега і три дні демонстративно плавала перед очима жителів міста. Через три дні на борт повернулися розвідники, які встановили зв'язок з біглими рабами — маронами. Ті обіцяли корсарам свою допомогу. Вранці 1 січня 1586 р. Дрейк почав операцію. Санто-Домінго був узятий штурмом, розграбований і спалений.
Наступний удар був завданий у лютому по Картахені. Фробішер відзначився в цій операції, очоливши загін, який захопив іспанський форт біля входу у внутрішню гавань. Розграбувавши Картахену, англійці вирушили в Мексиканську затоку, потім відвідали Флориду, спалили поселення Сан-Аугустін (сучасний Сент-Огастін) і в липні 1586 р. повернулися в Плімут, привізши здобич на 60 тисяч фунтів стерлінгів.
У 1587 році Фробішер брав участь у морській експедиції, яка намагалася захопити Кресі, а в 1588 році командував галеоном «Triumph», який перебував у складі флоту лорда-адмірала Чарльза Говарда. Неосвічений, впертий, але хоробрий йоркширець був членом військової ради (поряд з Говардом, Дрейком, Джоном Гокінсом і Феннером) і брав участь у всіх сутичках з Іспанською Армадою: біля Плімута, поблизу Портленда, біля острова Вайт, поблизу Кале і при Гравліна.
Після битви біля острова Вайт 5 серпня 1586 р. лорд-адмірал Говард звів у лицарі найкращих капітанів свого флоту — Мартіна Фробішера, Джона Гокінса, Томаса Гоуарда, лорда Шефілда, Роджера Тауншенда і Джорджа Бістона.
Узимку 1588—1589 років Фробішер командував ескадрою, яка охороняла береги Англії, а восени 1589 р. здійснив корсарську експедицію до узбережжя Іспанії і в район Азорських островів.
Улітку 1590 р. він знову чатував на здобич біля Азорських островів, на наступний рік повернувся в Елтофтс, одружився вдруге (на Дороті, дочці лорда Вентворта та вдові сера Вільяма Відмерпола) і на короткий час осів у рідному Йоркширі.
У 1592 році королева веліла йому взяти на себе командування корсарською флотилією сера Волтера Рейлі. Пересварившись з іншими капітанами, Фробішер з частиною суден вирушив крейсувати до мису Сан-Вісенте, але великої здобичі там не захопив.
Свою останню експедицію Фробішер здійснив у 1594 році до берегів півострова Бретань, щоб допомогти захистити Брест від іспанських сил, які висадилися у Франції і зміцнилися в форті Крозоном. Під час останнього штурму форту він був поранений і, повернувшись в Плімут, 15 листопада 1594 р. помер.
Його внутрішні органи поховали 22 листопада в церкві св. Ендрю (в Плімуті), а тіло перевезли до Лондона і поховали в англіканській церкві Сент-Джілс-візаут-Кріплгейт (в районі Сіті). Дітей у сера Мартіна не було, але серед спадкоємців значився племінник — Пітер Фробішер.